# کلاین دونگن
کلاین دونگن (به آلمانی: Klein Düngen) یک منطقهٔ مسکونی در آلمان است که در باد زالدتفورث واقع شده‌است. کلاین دونگن ۴۳۱ نفر جمعیت دارد.